# Carta-bomba
Uma carta-bomba, também chamada de bomba de pacote, bomba de correio, bomba de nota, bomba de mensagem, bomba de presente, bomba de entrega, bomba surpresa ou bomba postal, é um dispositivo explosivo enviado através do serviço postal, e projetado com a intenção de ferir ou matar o recipiente quando aberto. Eles foram usados em ataques terroristas como os do Unabomber. Alguns países têm agências cujas funções incluem a interdição de cartas-bomba e a investigação de cartas-bomba. A carta-bomba pode ter estado em uso por quase tanto tempo quanto o serviço postal comum já existia, já em 1764.

## Descrição

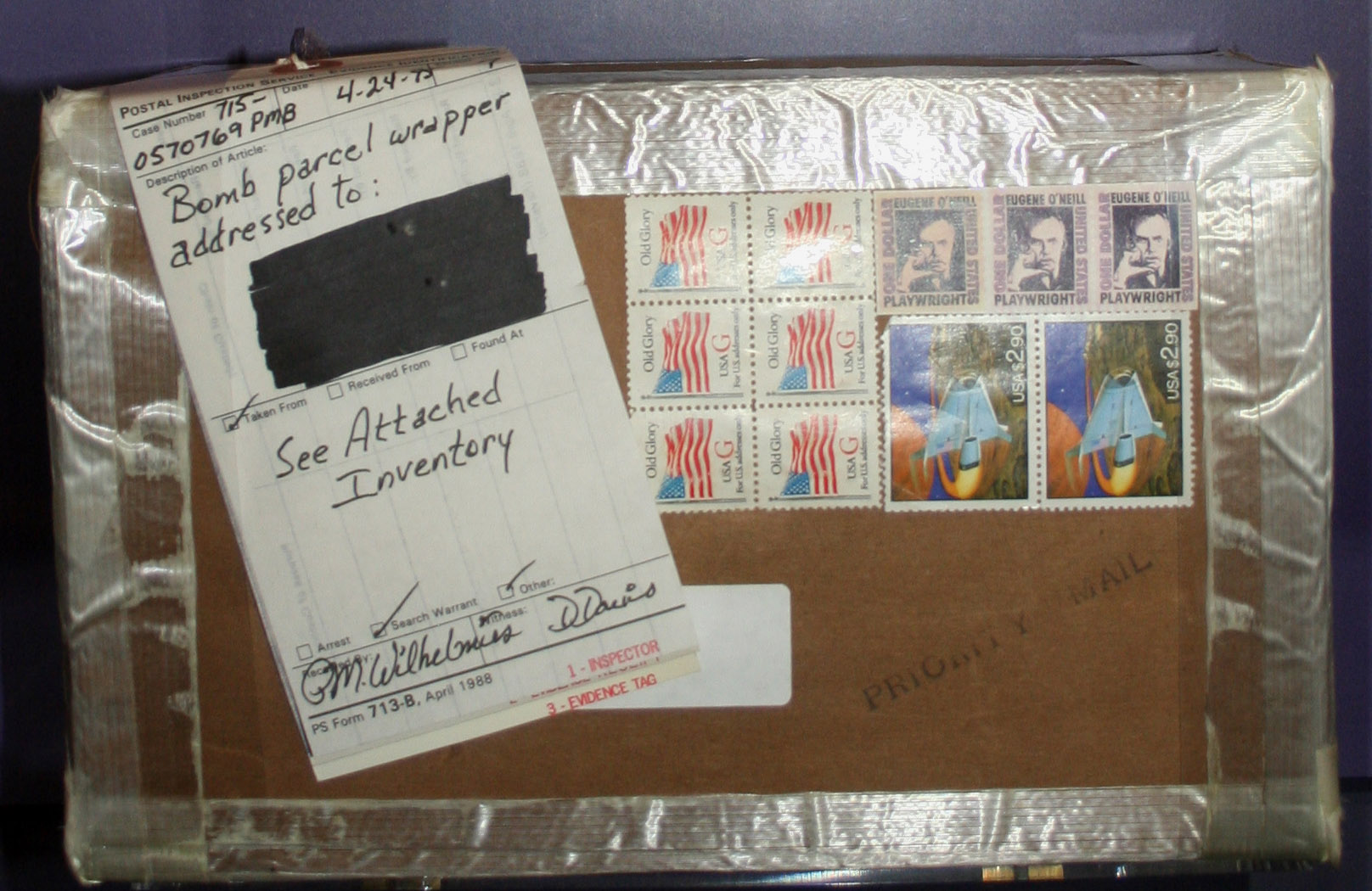
Uma carta-bomba interceptada em 1995

As cartas-bomba são geralmente projetadas para explodir imediatamente ao serem abertas, com a intenção de ferir gravemente ou matar o destinatário (que pode ou não ser a pessoa a quem a bomba foi endereçada). Similar, porém não idêntico à carta-bomba é a correspondência contendo produtos químicos não identificados, como nos ataques com antraz de 2001.

## Use por sufragistas
Um dos, senão o primeiro, grupos a usar consistentemente cartas-bomba em larga escala foram as sufragistas britânicas da União Política e Social das Mulheres nos anos anteriores à Primeira Guerra Mundial. O grupo foi o inventor original de uma espécie de carta-bomba projetada para mutilar ou matar políticos ou oponentes.  Em 1913, várias cartas-bomba foram enviadas a políticos como o chanceler David Lloyd George e o primeiro-ministro HH Asquith, mas invariavelmente todas explodiam em correios, caixas postais ou malas postais durante o trânsito pelo país. As sufragistas também uma vez tentaram assassinar um juiz que consideravam ser anti-sufrágio feminino, Sir Henry Curtis-Bennett, com uma carta-bomba "mortal" feita em parte de balas, mas a bomba foi interceptada pelos carteiros de Londres antes que pudesse chegar dele.

## Patenteabilidade
Cartas-bomba, junto com minas antipessoal, são exemplos típicos de matéria excluída da patenteabilidade sob a Convenção de Patente Europeia, porque a publicação ou exploração de tais invenções são contrárias à "ordem pública" e / ou moralidade (Article 53(a) EPC). 

## Primeiros casos
O que pode ser o primeiro caso registrado de um dispositivo amplamente semelhante a uma bomba de encomenda moderna apresentada no caso do século 18 conhecido como Bandbox Plot. Em 4 de novembro de 1712, uma bandbox (ou seja, uma caixa de chapéu leve) foi enviada a Robert Harley, Conde de Oxford, o Lorde Tesoureiro britânico. Ele continha uma série de pistolas carregadas e com canivetes, a cujos gatilhos estava preso um fio que teria feito as pistolas dispararem no momento em que a caixa foi aberta. A trama foi frustrada pela perspicácia de Jonathan Swift, que por acaso estava visitando o Conde de Oxford. Rápido, percebendo o fio, pegou o pacote e cortou o fio, desarmando assim o aparelho. O ataque foi colocado à porta do partido de oposição Whig e lançou enorme simpatia popular atrás de Harley. Os autores nunca foram identificados ou presos.
Uma das primeiras bombas postais do mundo é mencionada no diário do século 18 do oficial e historiador dinamarquês Bolle Willum Luxdorph. Seu diário consiste principalmente de referências concisas a notícias da Dinamarca e do exterior. No verbete de 19 de janeiro de 1764, ele escreve o seguinte: O coronel Poulsen residente na Abadia de Børglum recebeu pelo correio uma caixa. Quando ele a abre, lá é encontrada pólvora e um cadeado que incendeia, então ele ficou muito ferido. A entrada de 15 de fevereiro do mesmo ano diz: o coronel Poulsen recebe uma carta em alemão, [dizendo] que em breve a dose será aumentada. Refere-se à dose de pólvora na caixa. O autor nunca foi encontrado.  Em uma referência posterior, Luxdorph encontrou uma menção de uma bomba semelhante sendo usada, também em 1764, mas em Savona, na Itália.
Junho de 1889: Edward White, ex-artista do Madame Tussauds, foi acusado de ter enviado uma bomba de encomendas para John Theodore Tussaud depois de ser demitido.